# Sitamacho tao
Espèce
Sitamacho tao est une espèce d'araignées aranéomorphes de la famille des Palpimanidae.

## Distribution
Cette espèce est endémique de la région de Tanga en Tanzanie,. Elle se rencontre dans les monts Usambara vers Mazumbai.

## Description
Le mâle holotype mesure 1,88 mm et la femelle paratype 2,63 mm, les mâles mesurent de 1,73 à 1,98 mm et les femelles de 2,07 à 2,69 mm.

## Systématique et taxinomie
Cette espèce a été décrite par Wood, Kulkarni, Ramírez et Scharff en 2024.

## Publication originale
- Wood, Kulkarni, Ramírez & Scharff, 2024 : « Phylogeny and biogeography support ancient vicariance and subsequent dispersal out of Africa in Palpimanidae spiders (Araneae). » Zoological Journal of the Linnean Society, vol. 202, no 2, p. 1-26.